# Ribeira do Amparo
Ribeira do Amparo là một đô thị thuộc bang Bahia, Brasil. Đô thị này có diện tích 699,342 km², dân số năm 2007 là 13875 người, mật độ 19,8 người/km².